# Cosmodrome de Svobodny
Pour les articles homonymes, voir Svobodny.
| \| Position du cosmodrome de Svobodny sur le territoire de la Russie(en jaune pâle) \| Position du cosmodrome de Svobodny sur le territoire de la Russie(en jaune pâle) |
| Position du cosmodrome de Svobodny sur le territoire de la Russie(en jaune pâle)                                                                                        |

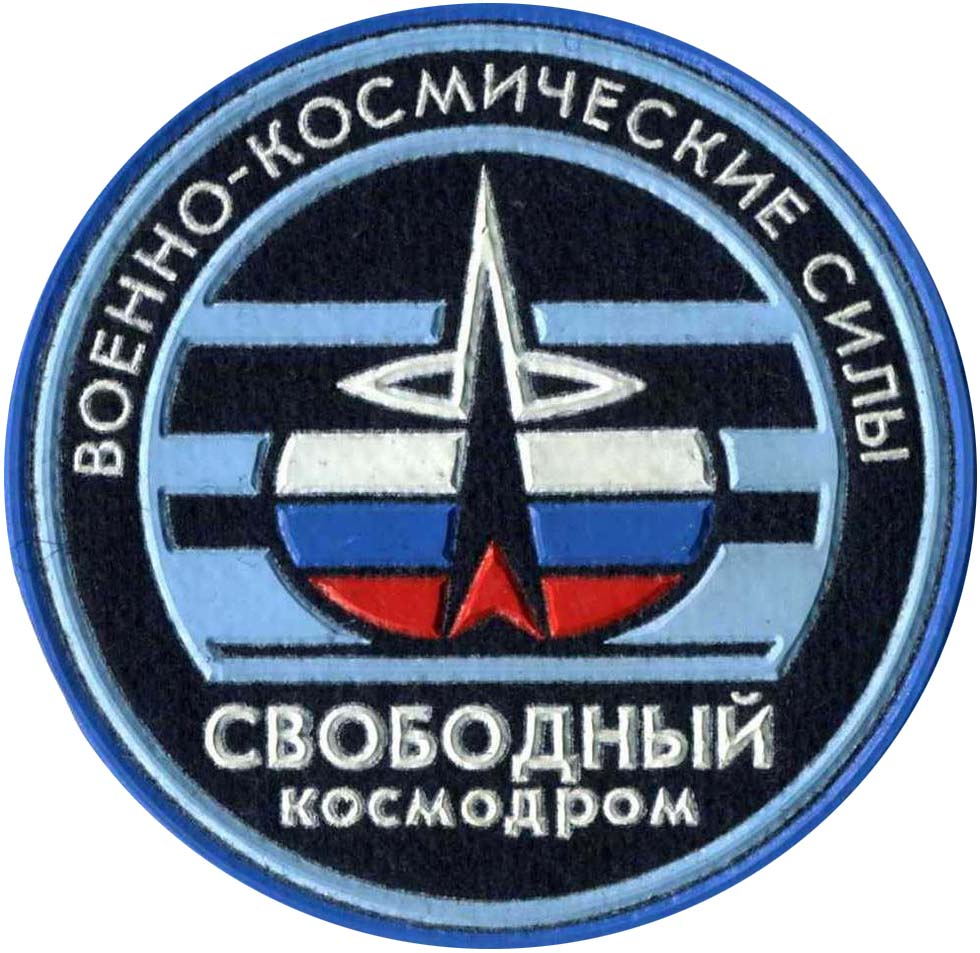
Insigne d'armes de la fédération de Russie du cosmodrome de Svobodny

Le cosmodrome de Svobodny est créé dans les années 1990 pour servir de base de lancement  de repli en cas d'indisponibilité du cosmodrome de Baïkonour, placé sous le contrôle du Kazakhstan depuis l'éclatement de l'Union soviétique. Mais l'absence de moyens financiers ne permet pas d'amorcer la création d'installations de lancement adaptées et seuls 5 tirs d'un lanceur léger Start-1 sont effectués entre 1997 et 2006. La base est officiellement fermée début 2007 mais, la même année, les autorités russes décident de créer une base de lancement entièrement nouvelle sur le même site. Le cosmodrome Vostotchny dont les travaux débutent en 2010 devient opérationnel en avril 2016.

## Historique
Le site est à l'origine une base militaire de lancement de missiles balistiques intercontinentaux, construite en 1968 puis fermée fin 1993. Pour tenter de pallier les contraintes de l'utilisation du cosmodrome de Baïkonour liée à sa situation en plein territoire kazakh, les responsables militaires demandent qu'une solution de secours soit étudiée. Après évaluation de plusieurs sites situés à une latitude aussi méridionale que Baïkonour (pour permettre le lancement de satellites sur des orbites faibles inclinées - qui sont une spécificité de Baïkonour), la base Svobodny est choisie. Le président russe russe Boris Eltsine signe le décret ordonnant sa création en février 1997. Mais la crise économique, qui secoue la Russie à l'époque, ne permet pas de dégager les moyens de créer les infrastructures nécessaires au lancement des fusées moyennes et lourdes (comme l'Angara) qui seules permettraient de remplacer Baïkonour. 
La base qui reste sous le contrôle des forces spatiales de la fédération de Russie est utilisée de manière sporadique à 5 reprises pour placer en orbite des satellites commerciaux à l'aide de lanceurs Start-1, qui ne sont que des missiles balistiques modifiés, qui ne nécessitent aucune infrastructure de lancement. En 2005, après la prolongation du bail de Baïkonour par la Russie, l'agence spatiale fédérale russe décide la fermeture du cosmodrome de Svobodny. La décision est officialisée en février 2007 par un décret présidentiel. Mais la même année les autorités russes décident de créer sur le même site une base de lancement entièrement nouvelle. Le cosmodrome Vostotchny dont les travaux débutent en 2010 devient opérationnel en avril 2016.

## Chronologie des lancements
| Date             | Lanceur | Charge utile              | Type de satellite |
| ---------------- | ------- | ------------------------- | ----------------- |
| 4 mars 1997      | Start-1 | Zeya                      | militaire         |
| 24 décembre 1997 | Start-1 | Early Bird 1 (États-Unis) | double usage      |
| 5 décembre 2000  | Start-1 | EROS-A1 (Israël)          | double usage      |
| 20 février 2001  | Start-1 | Odin (Suède)              | scientifique      |
| 25 avril 2006    | Start-1 | EROS-B (Israël)           | double usage      |